# Peter Smith
Peter Smith (født 1964 i København) er en dansk sanger, sangskriver og musiker.
Peter Smith begyndte allerede i gymnasietiden på Greve Gymnasium at spille og skrive musik, men hans og bandet Remis' album, konceptrock-projektet Alice in Wonderland, blev aldrig udsendt.
Med sit eget debutalbum Kærlighedens Disciplin opnåede han en Grammynominering for "bedste popplade". Singlerne "Få det godt sammen" og "Alt jeg ville have sagt" blev store hits. Sidstnænvte er udgivet i coverversion af bl.a. Basim.

## Diskografi
- Kærlighedens Disciplin (Garden Records, 1990)
- Together (Virgin Records, 1995)
- Elastic (Virgin Records, 1997)
- Mosaic — Best Songs 1990 – 2002 (2002)
- Wild Water (2005)
- Pop (2008)
- Takter & Slag (2015)